# Adam Sandurski
Adam Sandurski (Zarzecze, Polonia, 8 de febrero de 1953) es un deportista polaco retirado especialista en lucha libre olímpica donde llegó a ser medallista de bronce olímpico en Moscú 1980.

## Carrera deportiva

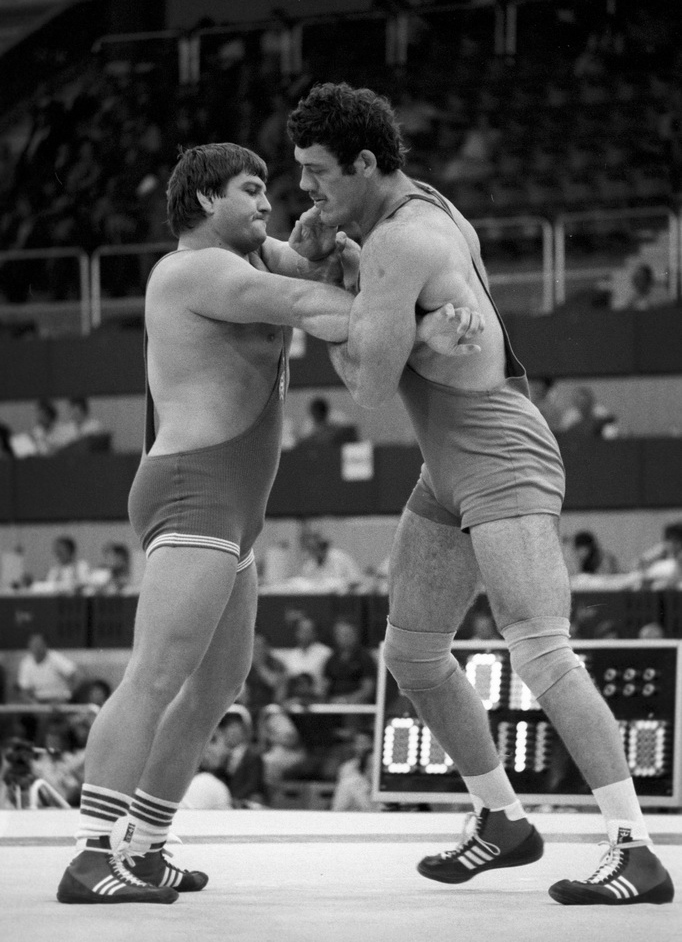
Adam Sandurski (derecha), 1980

En los Juegos Olímpicos de 1980 celebrados en Moscú ganó la medalla de bronce en lucha libre olímpica de pesos de más de 100 kg, tras el luchador soviético Soslan Andiyev (oro) y el húngaro József Balla (plata).